# Vijeće za domovinsku sigurnost
Vijeće za domovinsku sigurnost je vanjsko savjetodavno tijelo Predsjednika Republike Hrvatske ustanovljeno u mandatu Kolinde Grabar-Kitarović. Bavi se pitanjima iz područja obrane i nacionalne sigurnosti, a njegova uloga i značaj ogledaju se u sudjelovanju prilikom izrade Strategije nacionalne sigurnosti te promišljanju i predlaganju daljnjeg razvoja sigurnosno-obavještajnog sustava Republike Hrvatske i Oružanih snaga Republike Hrvatske.

## O Vijeću
Vijeće za domovinsku sigurnost predstavlja svojevrsni obrambeno-obavještajno-sigurnosni „skup mozgova” Predsjednika Republike Hrvatske u koji su uključene 24 osobe.
»Vijeće vodi stručne rasprave o pojedinim pitanjima iz područja nacionalne odnosno domovinske sigurnosti u svrhu pripreme odgovarajućih stručnih podloga i analiza iz navedenog područja te pružanja savjeta Predsjednici Republike Hrvatske u izvršavanju Ustavom Republike Hrvatske utvrđenih dužnosti i ovlasti. (...) Sjednice Vijeća saziva Predsjednica Republike Hrvatske na prijedlog savjetnika Predsjednice Republike Hrvatske za obranu i nacionalnu sigurnost. (...) Stručne i administrativne poslove za potrebe Vijeća obavlja Kabinet za obranu i nacionalnu sigurnost Ureda predsjednice Republike Hrvatske, sukladno uputama savjetnika Predsjednice Republike Hrvatske za obranu i nacionalnu sigurnost.«
U Vijeću za domovinsku sigurnost ističu se zapovjednici i časnici iz Domovinskog rata (Damir Krstičević, predsjednik Vijeća, Pavao Miljavac, Davor Domazet-Lošo, Krešimir Ćosić, Josip Čuletić, Ante Gotovina, Mladen Markač, Marijan Mareković, Zdenko Simčić, Miljenko Filipović, Josip Štimac, Ivica Tolić i Zoran Piličić), zatim savjetnici bivših predsjednika Republike Hrvatske (Zlatko Gareljić i Vlatko Cvrtila), bivša ministrica obrane Republike Hrvatske Željka Antunović, predstavnik Ministarstva unutarnjih poslova Republike Hrvatske Filip Dragović, članovi Hrvatske udruge menadžera sigurnosti (Ante Šoljić, Ivan Baketa i Nikola Brzica), znanstvenik s područja obavještajne sigurnosti Ivan Pokaz, predstavnik tvrtke koja posluje u vojnoj industriji Gordan Kolak, tajnik Vijeća, predstavnik Hrvatske gorske spasiteljske službe Stipe Božić te Damir Vanđelić.